# Burg Dohna

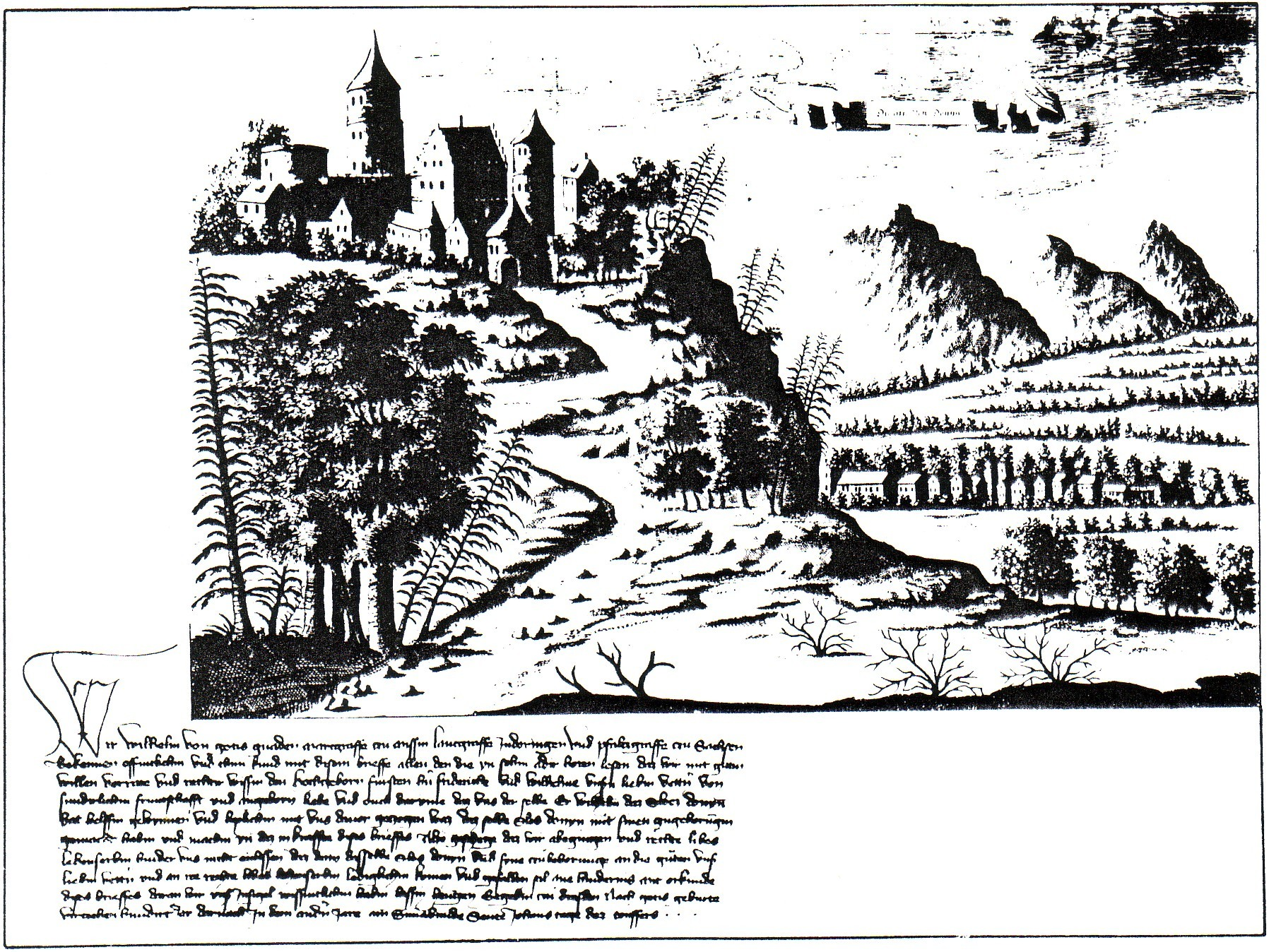
Die alte Burg Dohna. Aus der Historischen Beschreibung der weltberühmten Vestung Königstein von C. Heckel. Dresden 1736.

Die Burg Dohna, auch Donin genannt, am Weg nach Böhmen, war die Stammburg der Burggrafen von Dohna. Von der alten, einstmals stattlichen Doppelburg ist nur noch ein geringer Mauerrest geblieben. Der Burgrest der alten Spornburg befindet sich auf dem Schlossberg bei 155 m ü. NN nahe der späteren Bebauung in der gleichnamigen Stadt Dohna im Landkreis Sächsische Schweiz-Osterzgebirge in Sachsen.

## Geschichte

### Wehranlage der Sorben
Das Gebiet um den Schlossberg war schon in der Zeit des Frühmittelalters Siedlungsgebiet westslawischer Stammesgruppen. Der Name der zugehörigen Siedlung war Donin. Von ihr soll die ursprünglich slawische Burg ihren Namen erhalten haben.
Sie wurde ab 1156 das Zentrum der reichsunmittelbaren Burggrafen von Dohna, deren Aufgabe darin bestand, eine alte Handelsstraße von Sachsen nach Böhmen zu überwachen, die unterworfenen Sorben in Erbuntertänigkeit zu halten und deren Christianisierung durch Sendboten der katholischen Kirche voranzubringen.

### Burg Dohna bis etwa Mitte des 12.Jahrhunderts
Die Burg Dohna wurde im Zusammenhang mit den Auseinandersetzungen zwischen König Heinrich III. (1039–1056) und Herzog Břetislav von Böhmen im Jahre 1040 erstmals urkundlich erwähnt.
1085 heiratete Wiprecht von Groitzsch, der späteren Markgraf von Meißen (1123–1124), Judith, die Tochter des böhmischen Königs Vratislav II. (1061–1092). Als Mitgift brachte sie das Gebiet im Gau Nisani und das Gebiet der heutigen Oberlausitz um Bautzen in die Ehe. Im Jahre 1112 verlor Wiprecht von Groitzsch den Gau Nisani mit der Burg Dohna an Heinrich V. (1106–1125). Mit der Wiedererlangung des Besitzes durch Groitzsch 1117 wurde die böhmische Oberhoheit wiederhergestellt. 1121 hatte Vladislav I. von Böhmen (1109–1125) das wohl um 1113 zerstörte Dohna wieder aufgebaut.
In August Schumanns Staatslexikon von Sachsen (1814) wird ein Burgverlies erwähnt: […] und ward, wie damals jede feste Burg, nach damaliger Sitte, bisweilen als Staatsgefängniß benutzt. Wenigstens ließ der böhmische Herzog Soběslav I. im Jahr der Zweite Schlacht bei Chlumec einige böhmische Große ins Burgverlies zu Dohna abführen […].
Von den als kaiserliche Beamte eingesetzten Burggrafen wird nur ein Erkembert aus der Familie Tegkwitz(?) 1113 genannt, urkundlich nachweisbar als Erkembertus prefektus de castro Donin.
Bekannt ist auch, dass das Geschlecht der Erkenbertinger (1113 als Burggrafen bezeugt) aus Franken stammte, nahe Naumburg Fuß fasste und in ihrer jüngeren Starkenberger Linie unter anderem in der Kolonisation im Erzgebirge eine Rolle spielte.

### Die namensgebende Stammburg derer von Donin

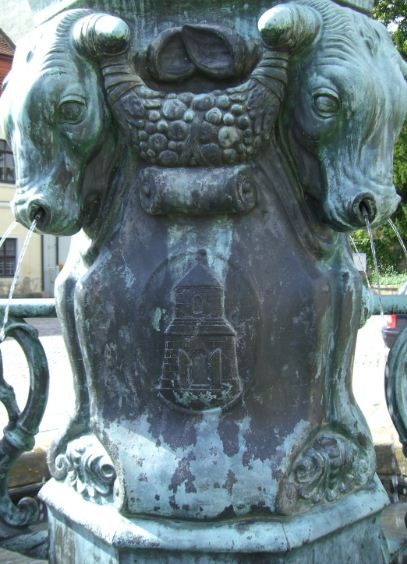
Burgturm der Burg Dohna am 1912 eingeweihten Fleischerbrunnen von Alexander Höfer

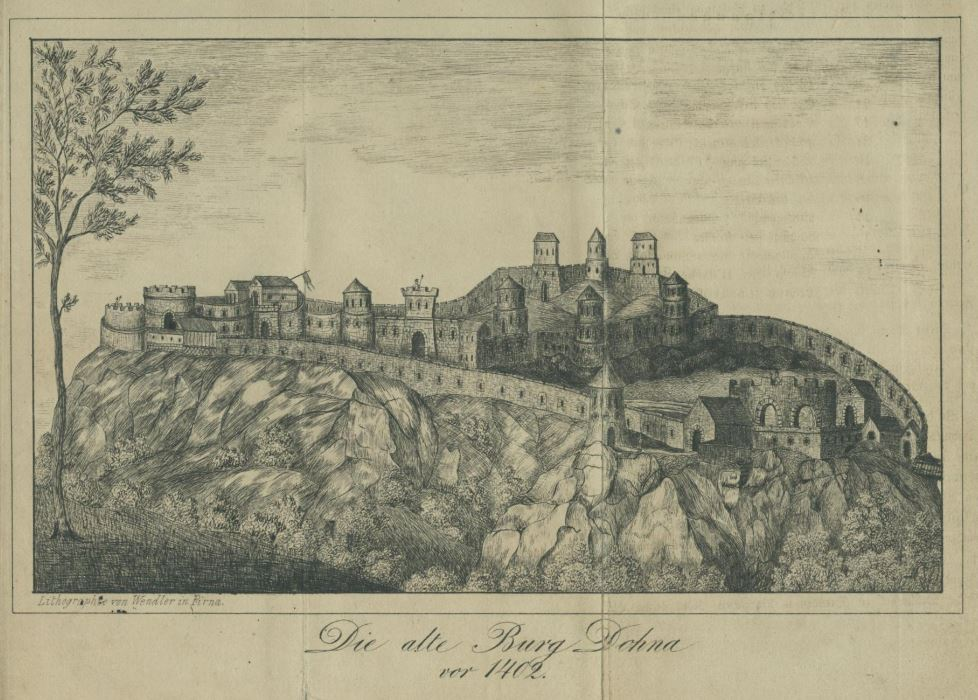
Die alte Burg Dohna vor 1402. Nach einer Federzeichnung von Grundmann 1752. Ursprünglich ein Fresko am pfeiferschen Gut in Gorknitz, welches 1760 abbrannte.

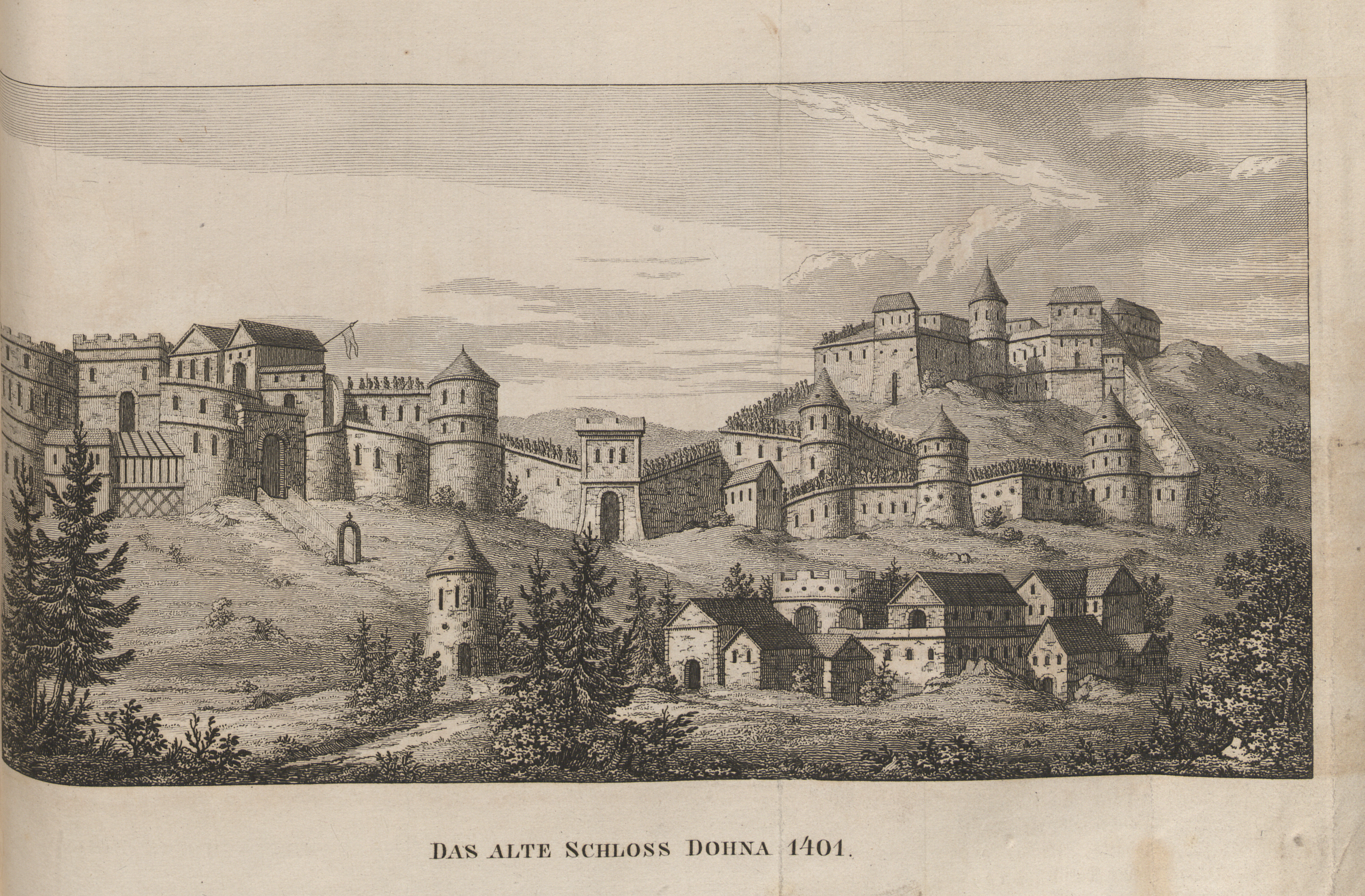
Das alte Schloss Dohna 1401.

Als Stammvater der Donin, die etwa 250 Jahre auf der Burg Dohna herrschten, gilt Burggraf Heinrich I. Die Belehnung selbst ist urkundlich nicht belegt, muss aber bis spätestens 1156 erfolgt sein, als Heinrich erstmals entsprechende urkundliche Erwähnung als Burggraf von Dohna findet.
Die starke Burg Dohna, auf einem Felsvorsprung 155 m ü. NN nahe der Müglitz erbaut, war der Mittelpunkt der Grundherrschaft und Burggrafschaft Dohna. Hier befand sich der Dohnaer Schöppenstuhl, ein seit 1390 bezeugtes Schöffengericht, das bis 1572 vorwiegend in Lehens- und Erbsachen bis über die Grenzen Sachsens hinaus Rechtsbedeutung hatte.
Es ist anzunehmen, dass die Burg unter der erblichen Grundherrschaft der Burggrafen von Donin zu einer stattlichen Doppelburg, bestehend aus Hinter- und Vorderburg und einem geräumigen Vorhof, ausgebaut wurde. Bei den Ausgrabungen von 1904/06 wurde eine Quermauer nachgewiesen, welche die beiden Burgen trennte.
Der im Oval abgebildete Burgturm am Fleischerbrunnen am Marktplatz in Dohna, 1912 geschaffen vom Dresdner Bildhauer Alexander Höfer, entspricht dem Turm im ältesten Stadtwappen von 1525.
Georg Friedrich Mörig hat in seinem Buch Dohna, Stadt und Burg … (1843) zwei Zeichnungen der alten Burg Dohna, eine von 1730 und die andere von 1752, miteinander verglichen. Für die Federzeichnung von 1752 diente ein Wandgemälde am pfeiferschen Gut in Gorknitz bei Dohna als Vorlage. Das Gut brannte 1760 ab. Zu den Zeichnungen schrieb Mörig Folgendes:
Zu bedauerlich ist es, daß wir kein treues Bild der damaligen Burg Dohna aufweisen können. Heckel in seiner Königsteiner Chronik hat zwar eine Zeichnung beigeheftet, welche jedoch nicht für richtig anerkannt werden kann. Weit mehr scheint uns eine hier beigefügte Zeichnung an Wahrheit zu grenzen, welche sich nebst dem Adelstanze auf dem Pfeiferschen Gute in Gorknitz in fresco gemalt, bis zu dem nachmaligen Brande 1760 erhalten hat, jedoch noch vorher im Jahre 1752 von dem Appellations-Gerichts Secretair Grundmann mit der Feder gezeichnet sich auf der öffentlichen königl. Bibliothek zu Dresden in Barzschens Königsteiner Chronik befindet.

### Verlust, Verfall und Nutzung der Reichsburg

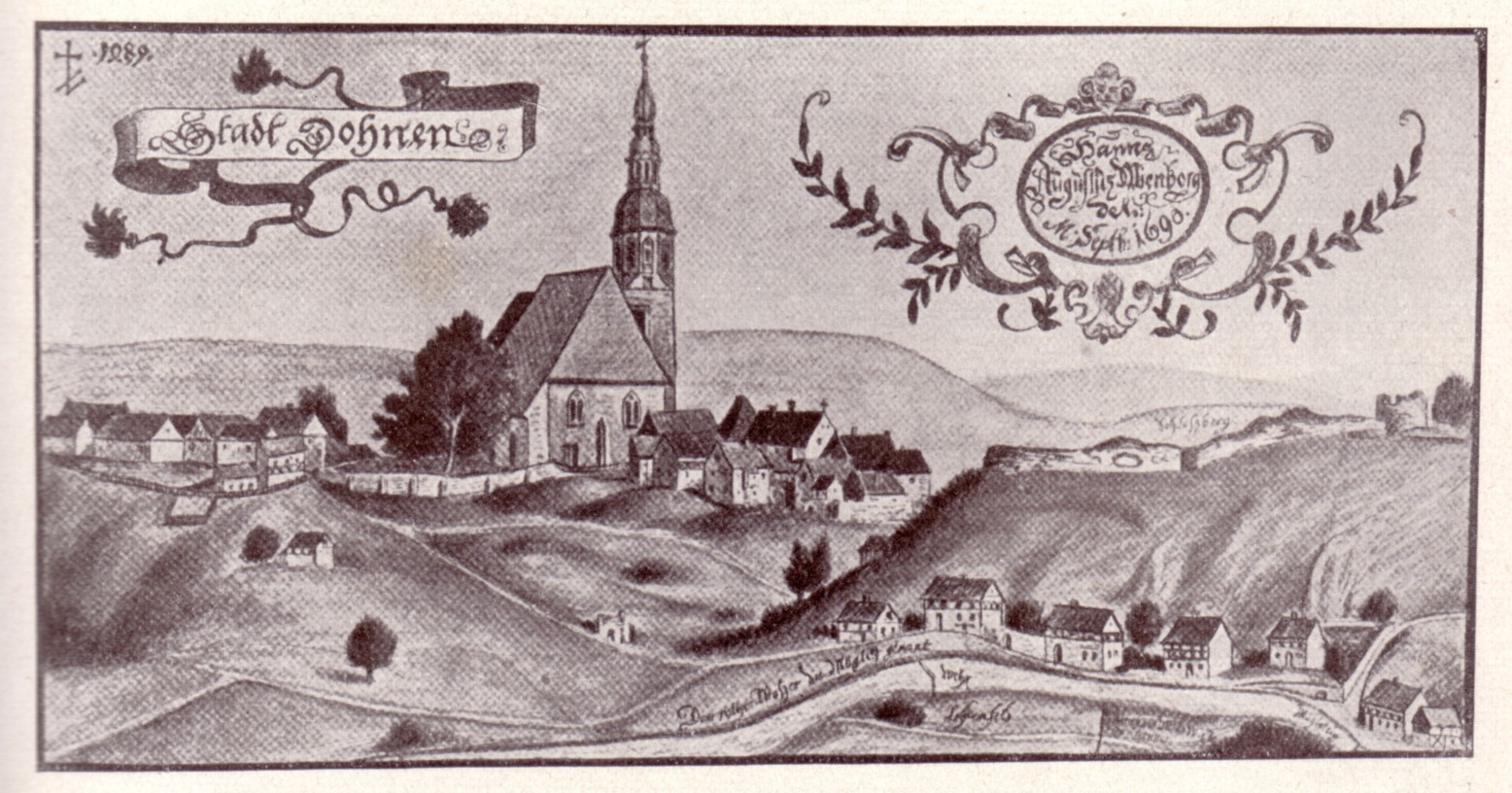
Dohna 1690 mit umfangreichen Burgresten

Infolge der dohnaischen Fehde (1385–1402) zwischen Burggraf Jeschke von Dohna und dem sächsischen Adligen Hans von Körbitz (Korbs) verloren die Burggrafen die Grundherrschaft mit dem gesamten dazugehörigen Land an die Wettiner. Die heutige Landesgrenze zwischen Sachsen und Böhmen bildete sich heraus, als die benachbarte Burg Pirna mit den zugehörigen erbuntertänigen Dörfern und die Festung Königstein, in die Burggraf Jesche geflohen war, 1406 in den Besitz der Wettiner gelangten.
Vom Herbst 1401 an wurde die Burg Dohna belagert und nach langem Widerstand am 19. Juni 1402 in Anwesenheit des Markgrafen Wilhelm I. des Einäugigen (1349/79–1407) im Sturm erobert, aber nicht vollständig geschleift. Die Wohngebäude blieben erhalten und wurden Wohnsitz der Verwalter der markgräflichen Pflege Dohna. Als die Vögte etwa ab 1457 ihren Sitz nach Pirna verlegten, begann der allmähliche Verfall der Burg. Auch die Bürger der Stadt Dohna förderten in den folgenden Zeiten bei Bedarf an Baumaterial durch Abtransport den Verfall der Burg. Auf einem Bild von 1690 von A. Nienborg und auf einer Zeichnung von Goebel von 1793 sind noch umfangreiche Mauer- und Turmreste zu sehen.
M. Christian Bartsch, Pastor in Dohna, beschrieb 1735 die noch vorhandenen Reste der Burg:
[…] Auf diesem Schloß-Berg findet man noch rudera von alten Mauern, Thürmen und Gewölben, welche unerachtet sie bereits 330 Jahr im Regen und Wetter gestanden; dennoch von Kalk und Steinen so fest sind, daß man sie schwerlich kann einreissen, von sich selbst aber gar nicht einfallen. Die Schweden, als sie 1707 hier stunden, versuchten es und wolten ein Gewölbe auf diesem Schloßberge einbrechen, vielleicht vermeinende einen Schatz zu finden, mußten aber wegen Festigkeit der Mauern bald nachlassen […].
Gegenwärtig ist nur noch ein geringer Mauerrest von der Burg der Donins zu sehen. Außer diesem Burgrest ist heute fast nichts mehr von der alten Burg Dohna vorhanden.

### Die Bebauung des Schlossberges nach dem Verfall der Burgruine
Im Jahre 1803 kaufte Heinrich Ludwig von Dohna den Schlossberg, um im Geist der aufkommenden Romantik die Burg wiederaufzubauen. Der Schlossberg wurde zu diesem Zweck vom Schutt der Burgruine geräumt und der Bau des runden Turms begonnen. Die napoleonischen Kriege verhinderten jedoch die Ausführung des romantischen Plans. Schließlich wurde der runde Turm 1830 in seiner heutigen Gestalt vollendet.
Die „Privilegierte Schützengesellschaft zu Dohna“ kaufte 1826 den Schlossberg für 700 Taler und ebnete den vorderen Teil des Berges ein. Aus dem Steinmaterial des Burggemäuers baute sie 1828 das Schießhaus, die Schießmauer und die Stützmauer am Fahrweg.
Die heute vorhandene Bebauung auf dem Schlossberg besteht im Wesentlichen aus der zuletzt als HO-Gaststätte und Tanzlokal genutzten Burgschänke, dem früheren Schießhaus, und dem im Stil der alten Burg erbauten Rundturm, zuletzt genutzt als Museumsraum. Hier wurden unter anderem die heimischen Minerale des Müglitztals, zum Beispiel Amethyst und Achat, gezeigt.
In der Burgschänke, ehemals HO-Gaststätte „Burg Dohna“, befand sich im Obergeschoss seit 1958 ein 1906 gegründetes Heimatmuseum. Heute befindet sich das Museum im ehemaligen Apothekergrundstück am Marktplatz der Stadt. Hier sind unter anderem Exponate zur Burggeschichte wie zum Beispiel Funde aus dem Mittelalter, Doninsche Brakteaten, Grafiken und Urkunden zu sehen.

## Heutige Nutzung
Die Gebäude des Schlossberges, der runde Turm von 1830 und die ehemalige Burgschänke, werden seit 2005 von der christlich-freikirchlichen Eckstein-Gemeinde zu einer Begegnungsstätte ausgebaut. Träger ist der eingetragene Verein Horizonte Weltweit Eckstein.
Die Burganlage ist als Bodendenkmal geschützt, ebenso die Sorbenschanze auf dem Rücken der Bergzunge des Robisch (Robsch, Robscher). Diese Burganlage ist auf einem Felsvorsprung über dem Bahnhofsgelände noch erkennbar.
Der Hinweis auf die Anlage erfolgt deshalb, weil schon vor der Besiedlung des Burgberges (Schlossberges) auf dem Robisch ebenfalls eine sorbische Wehranlage bestanden hat.

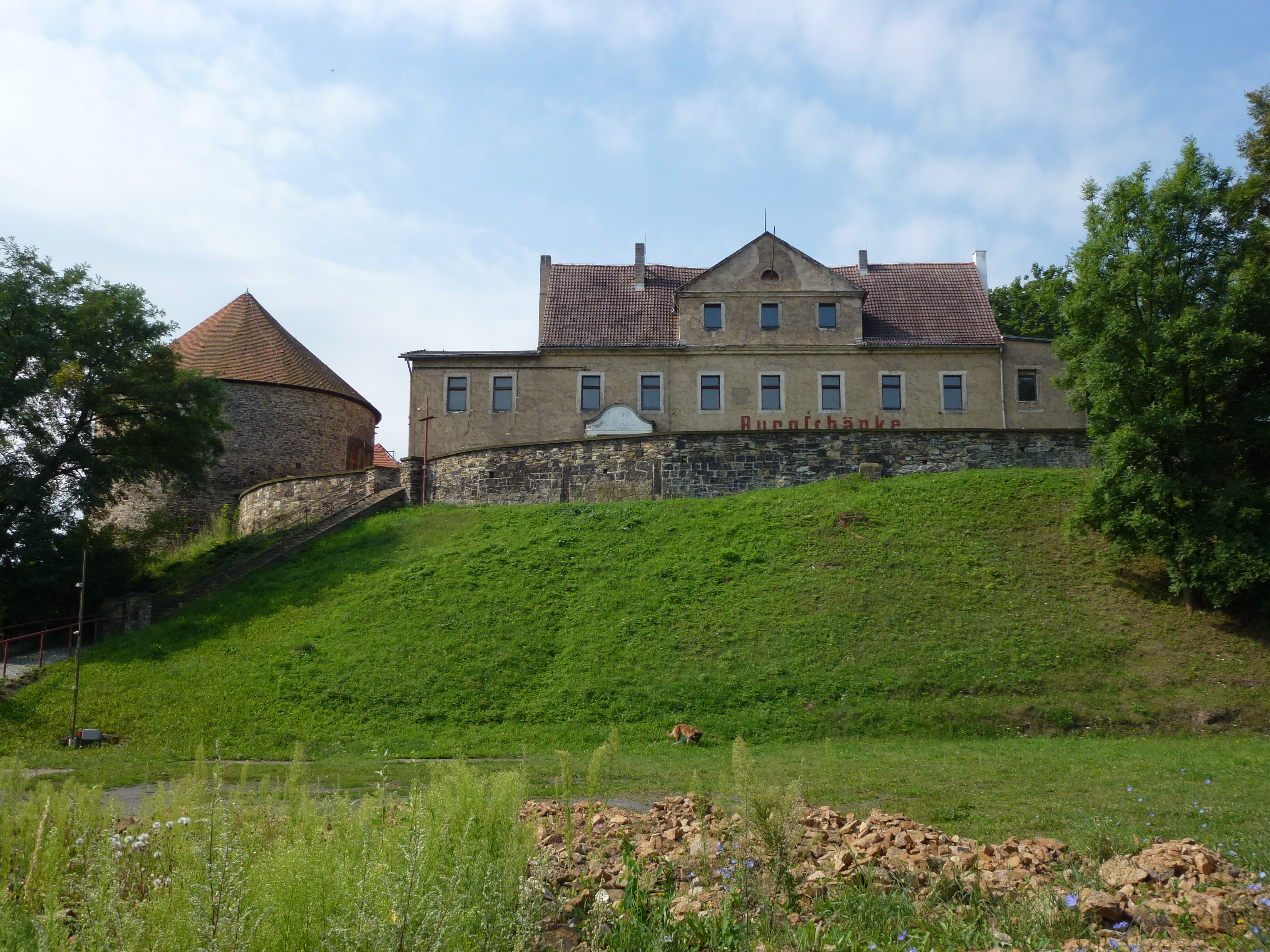
Ehemalige Burgschänke und Rundturm
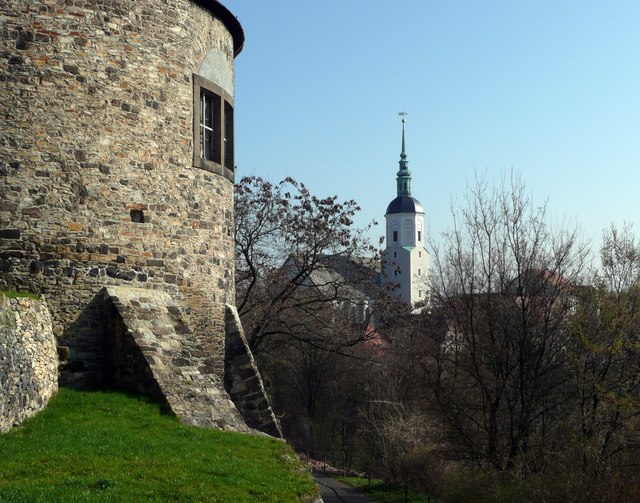
Der runde Turm von 1830 auf dem Schlossberg mit Blick zur Marienkirche
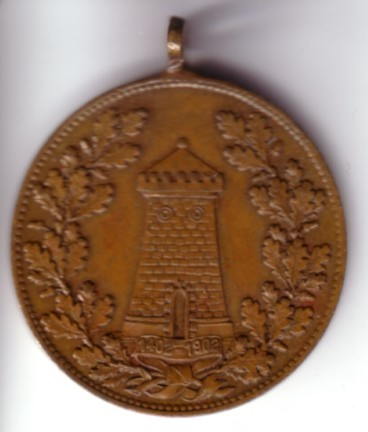
Medaille 1902 Dohna, Vorderseite mit Burgturm
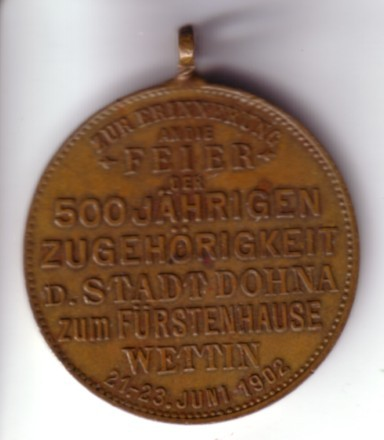
Rückseite zehn Zeilen Schrift